# Larry Kramer

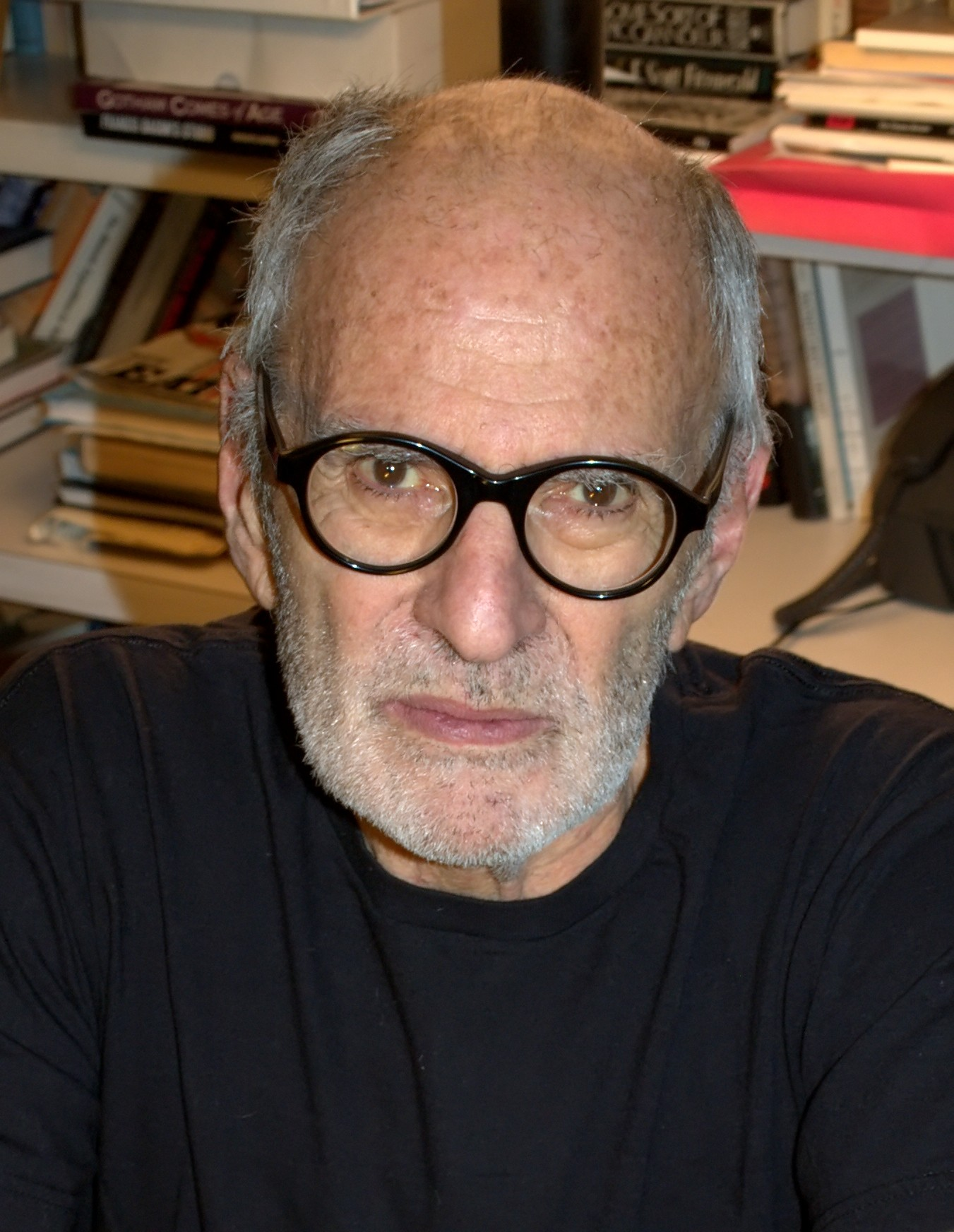
Larry Kramer (2010)

Laurence David „Larry“ Kramer (* 25. Juni 1935 in Bridgeport, Connecticut; † 27. Mai 2020 in New York City) war ein US-amerikanischer Autor (unter anderem Drehbuchautor), Dramatiker und LGBT-Aktivist.
Bekannt wurde er vor allem durch den kontrovers diskutierten Roman Faggots (1978), in dem er das schwule Leben in New York beschrieb, sowie durch das die Auswirkungen der AIDS-Krise thematisierende Theaterstück The Normal Heart.

## Leben
Laurence „Larry“ Kramer wurde in Bridgeport, Connecticut, als jüngeres von zwei Kindern geboren. Seine Eltern waren Rea Wishengrad, die in einem Schuhgeschäft arbeitete und lehrte, und George Kramer, der einen Abschluss in Rechtswissenschaften erworben hatte. Seine Familie war jüdischer Abstammung. Kramer erwarb 1957 den B.A.-Abschluss in Englisch an der Yale University. Bereits sein Vater, zwei seiner Onkel und sein älterer Bruder Arthur waren Absolventen in Yale. Nach seiner Graduierung wurde er zuerst Assistent des Präsidenten von Columbia Pictures und später der Präsident der Filmgesellschaft United Artists.
Infolge der AIDS-Krise gründete er die Organisation Gay Men’s Health Crisis, die zur größten Organisation ihrer Art in den Vereinigten Staaten wurde. Später initiierte er die Organisation Act Up und war einer ihrer Gründer. Die Organisation Act Up erreichte aufgrund ihrer Protestaktionen und -kampagnen eine Änderung in der öffentlichen Gesundheitspolitik der Vereinigten Staaten und beeinflusste maßgeblich die Haltung der US-amerikanischen Gesellschaft im Umgang mit HIV und AIDS. Kramer wirkte 1990 in Rosa von Praunheims preisgekröntem Film Positiv über den Kampf von Aktivisten in New York City für AIDS-Aufklärung und die Rechte von Infizierten und Erkrankten mit.
Kramer lebte bis zu seinem Tod in New York City und Connecticut. Er lebte ab 1991 mit dem Architekten David Webster zusammen, mit dem er ab 2013 verheiratet war. Kramer starb im Mai 2020, einen Monat vor seinem 85. Geburtstag.

## Werk
1978 erschien sein einziger Roman Faggots, in dem Kramer das schwule Leben in New York beschreibt. Das Buch wurde ausgesprochen kontrovers diskutiert, wurde aber dennoch eines der bestverkauften „schwulen Bücher“ aller Zeiten. Dreiunddreißig Jahre nach der ersten Veröffentlichung erschien im Dezember 2011 mit Schwuchteln erstmals eine deutsche Übersetzung von Faggots. Kramer schrieb mit The Normal Heart auch eines der ersten Dramen über die AIDS-Krise.
Sein auf dem Roman Women in Love von D. H. Lawrence basierendes Drehbuch für den Spielfilm Liebende Frauen brachte ihm 1971 eine Nominierung für den Oscar für das Beste adaptierte Drehbuch ein. Kramer war auch Finalist für den Pulitzer-Preis. Zweimal erhielt er den Obie Award.
Die Aktionen von Larry Kramer und auch seine künstlerischen Arbeiten ab den 1980er Jahren waren bestimmt vom Kampf gegen die politische wie gesellschaftliche AIDS-Arroganz. Im März 1983 verfasste er den berühmten Artikel 1,112 and Counting über das menschenverachtende Desinteresse, das den an AIDS sterbenden, homosexuellen Männern entgegenschlägt.

### Drehbücher
- 1966: Reflections on Love
- 1967: … unterm Holderbusch (Here We Go Round the Mulberry Bush) (nur Dialoge)
- 1969: Liebende Frauen (Women in Love)
- 1972/1973: Der verlorene Horizont (Lost Horizon)
- 2014: The Normal Heart

### Roman
- 1978: Faggots (deutsch Schwuchteln, Bruno Gmünder Verlag, 2011)

### Theaterstücke
- 1974: Four Friends
- 1985: The Normal Heart
- 1988: Just Say No, A Play about a Farce
- 1992: The Destiny of Me
- 2002: A Minor Dark Age

### Sachbücher
- 1989: Reports from the Holocaust: The Story of an AIDS Activist (erweiterte Auflage 1994)
- 2005: The Tragedy of Today’s Gays
- The American People: A history (unveröffentlichtes Manuskript)

### Filme (als Darsteller)
- 1990: Positiv von Rosa von Praunheim

## Reden (Auswahl)
- The tragedy of today's gays,[8] Cooper Union, NYC, 10. November 2004
- We are not crumps, we must not accept crumbs[9] – Anmerkungen beim 20. Jahrestreffen von Act Up, NY Lesbian and Gay Community Center, 13. März 2007

## Ehrungen und Preise
- American Academy of Arts and Letters, Literaturpreis[10]
- Lambda Literary Award 1991 für Reports from the Holocaust
- Pulitzer-Preis Finalist für The Destiny of Me, 1993
- Gewinner von zwei Obie Awards für The Destiny of Me, 1993
- Public Service Award von Common Cause[10]
- The Normal Heart, gewählt zu einem der Hundert besten Theaterstücke des Zwanzigsten Jahrhunderts durch das Royal National Theatre[11]
- Oscar-Nominierung für Liebende Frauen, 1970 – für seine Adaptation des Romans Women in Love von D. H. Lawrence